# John Jellicoe
Amiralul de flotă John Jellicoe (n. 5 decembrie 1859 - d. 20 noiembrie 1935) a fost un amiral de flotă britanic, unul dintre principalii comandanți militari britanici din timpul Primului Război Mondial.
Ca protejat al amiralului John Fisher, Jellicoe a devenit Director De Tehnică Navală 1905, fiind decorat cu Ordinul Victorian Regal  cu ocazia lansării navei HMS Dreadnought la 10 februarie 1906.
A fost promovat la gradul de contraamiral la 8 februarie 1907. A depus eforturi de strângere a fondurilor pentru modernizarea marinei susținând construcția de noi nave de luptă de tip Dreadnought și a crucișătoarelor de luptă din clasa Invincible.  A susținut îmbunătățirile lui Frederic Charles Dreyer privind îmbunătățirea sistemului de control al focului.

## Primul Război Mondial
Jellicoe a comandat Marea Flotă Britanică în Bătălia Iutlandei în mai 1916, cea mai mare (și unica) bătălie între nave de tip dreadnought, cele mai puternice la acea vreme, bătălie cu rezultat indecis . Manevrele sale cu Marea Flotă în timpul bătăliei rămân controversate, iar unii istorici îi caracterizează pe Jellicoe ca fiind prea precaut, iar alți istorici îi acuză pe comandantul de luptă, amiralul David Beatty, că a făcut diverse erori tactice. Jellicoe cu siguranță nu a făcut greșeli semnificative în timpul bătăliei: bazându-se pe informații limitate, a desfășurat corect Marele Flotă cu o întoarcere pentru "Manevra de barare a T-ului" a flotei germane. După ce a suferit pagube grele, flota germană s-a întors cu 180 de grade și a părăsit bătălia. La acea vreme, publicul britanic și-a exprimat dezamăgirea că Marina Regală nu a câștigat o victorie pe scara bătăliei de la Trafalgar din 1805. Churchill l-a descris pe Jellicoe mai târziu ca fiind
„singurul om de o parte și de cealaltă, care ar putea pierde războiul într-o după-amiază,” 
sugerând că decizia lui Jellicoe de a prefera prudența a fost corectă din punct de vedere strategic.